# Автошлях Т 1829
Автошля́х Т 1829 — автомобільний шлях територіального значення у Рівненській області. Пролягає територією Рокитнівського району через Вежицю — Рокитне — Борове. Загальна довжина — 97,3 км.

## Маршрут
Автошлях проходить через такі населені пункти:
| Автошлях Т 1829     |              |
| Рівненська область  |              |
| Рокитнівський район |              |
| Вежиця              |              |
| Старе Село          |              |
| Дроздинь            |              |
| Заболоття           |              |
| Березове            |              |
| Глинне              | Т 1833       |
| Хміль               |              |
| Блажове             |              |
| Залав'я             |              |
| Рокитне             | Т 1814Т 1818 |
| Масевичі            |              |
| Кисоричі            | E373М07      |
| Карпилівка          |              |
| Борове              |              |